# Krévinek
A krévinek (lett: krieviņi, észt: kreevinid) a 15. században a Német Lovagrend által Lettországba telepített vótok, akik Bauskában és környékén éltek a 19. századig, amikor is elvesztették nyelvüket és beolvadtak a lett lakosságba.

## Elnevezéseik
A krévin elnevezés a lettből származik, akik nem vótokként, hanem a oroszokként avagy oroszországiként azonosították őket, a lett krieviņš ’krévin férfi’ tulajdonképpen a krievs ’orosz férfi’ -iņš kicsinyítő képzővel ellátott alakja. A 17. században a németben a lett mintára létrehozták a Rüsche kifejezést, a Russe ’orosz férfi’ jelentésű szóból, de már a század második felében átvette ennek helyét a Krewische megnevezés. A magyar, a finn és az észt megfelelők valószínűleg a német szó átvételei, mivel bennük a lett diftongus helyett a németben megjelenő hosszú magánhangzó található.

## Történetük

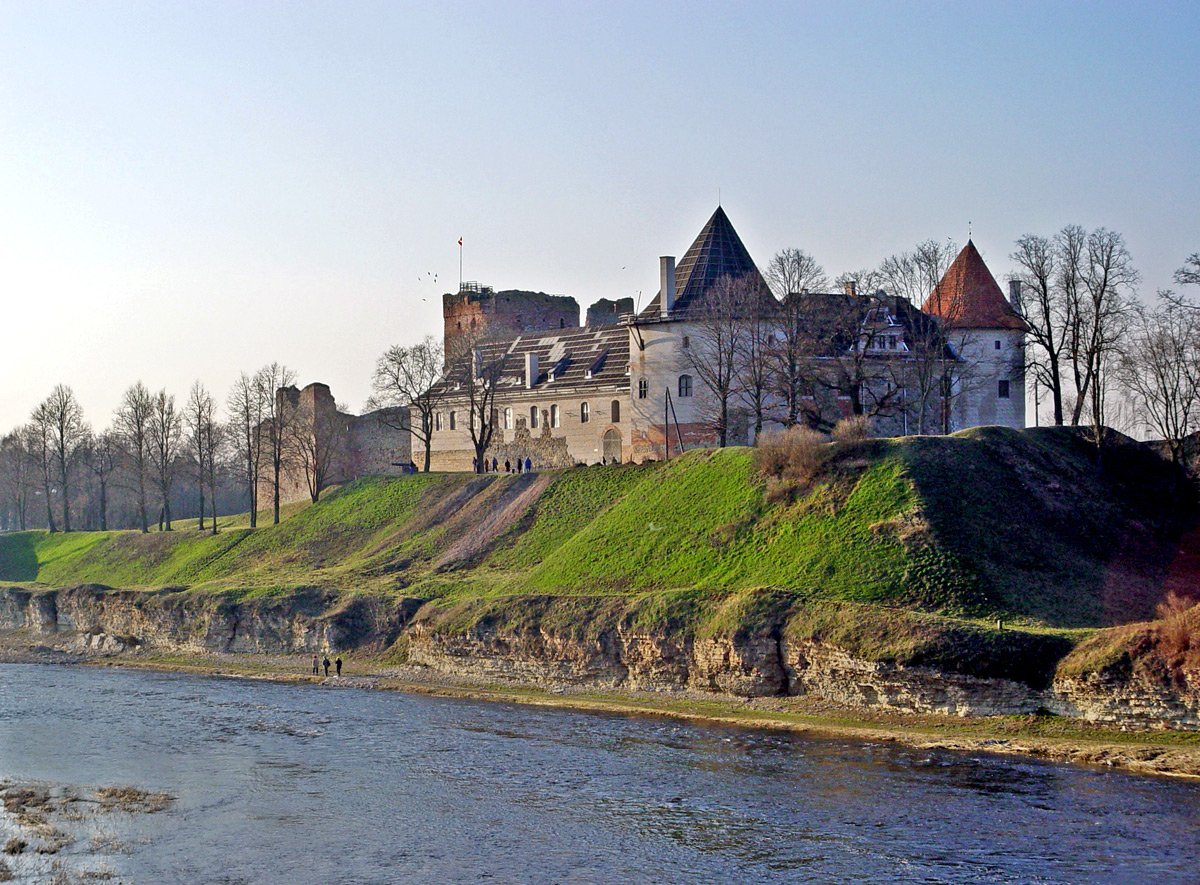
Bauska vára, amit 1445 és 1447 között krévinek építettek, ott ahol a Mūsa és Mēmele Lielupévé egyesülnek. A vár a 17. században a kurlandi herceg szállása volt, a 18 században lerombolták. A közelmúltban újították fel, jelenleg múzeum üzemel benne.

A krévinek ősei, a vótok a ma Oroszország területén található történelmi Ingria területén éltek.
A terület a Német Lovagrend fennhatósága alatt állt, egyik központja Koporje vára volt, amelyet azonban 1444-ben elhagyni kényszerültek. Ezért 1445 és 1447 között a Német Lovagrend nagymestere 3000 hadifogságba esett vótot költöztetett át Bauska városának környékére, amely akkor a szemigall törzsekhez tartozott, ma Lettország Zemgale nevű területén található. A Lovagrend kihasználta a vótok várépítési szakértelmét, és megépítette velük a bauskai várat, amely éppen e miatt nagyon hasonlít például a koporjai és más novgorodi kővárakhoz. Mikor 1447-ben a vár megépült, a vótok nem tértek vissza Ingriába, hanem gazdálkodni kezdtek a háborúk és a pestis járvány miatt elnéptelenedett földeken, főként Vecsaule, Brunava, Ceraukste és Jaunsaule egyházközségek területein.
A krévin nevet elsőként Paul Einhorn (†1655) balti német származású kurzemei lelkész említi Reformatio gentis Lettica című munkájában 1636-ban, ugyanő 1649-ben a Historia Letticá-ban, a lett történelmet és kultúrát elsőként összefoglaló művében a krévinekről ezt írja:
„Bauska környékén él ez az idegen nép, akiket krévinnek hívnak, és akik elsősorban a herceghez tartoznak.
Lettül nagyon hibásan beszélnek, és egymás között észtül társalognak.”
Egy becslés szerint Bauskában és a közelben 1805-ben mintegy még 1200 krévin élt. 1810-ben viszont a vecsaulei pap, Karl Lutzau (lettül: Kārlis Lucavs) már csak 12-15 főre becsüli a számukat, ő maga egyébként 1810 és 1815 között közel 360 krévin szót jegyzett le, amelyek sok hasonlóságot mutatnak vót megfelelőikkel. A 19. században a krévinek tömegesen olvadtak be a lett társadalomba, és kezdték a lettet használni a mindennapokban, de a krévin kultúra elemei megőrződtek a helyi szokásokban, népviseletben és képzőművészeti motívumokban is.

## Kutatás

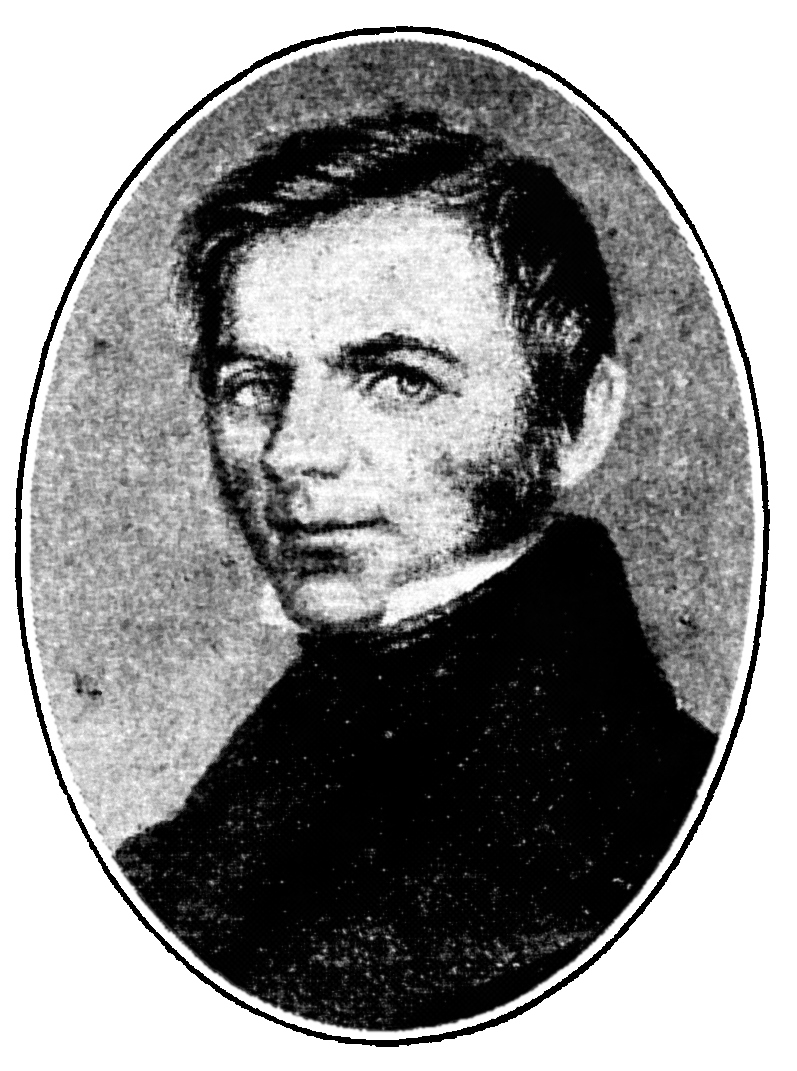
Ferdinand Johan Wiedemann (1805-1887) észt nyelvész és botanikus.

Mivel a krévinek sokáig a lettektől elkülönülve éltek, szokásaikat és nyelvüket sokáig meg tudták őrizni. A krévinek inkább a lettországi észtekkel tartották szorosabban a kapcsolatot lievu avagy leivi és a lutsi avagy ludzai észtekkel. A nyelvi elszigeteltség ellenére nagyon kevés leírás és nyelvemlék marad fenn tőlük, mivel éppen akkor kezdődött el a finn és észt kutatók rokonaik iránti fokozott érdeklődése, amikor a krévinek beolvadása az utolsó fázisába érkezett.
A krévin nyelv legszélesebb körű vizsgálatát Ferdinand Johann Wiedemann, észt nyelvész végezte, 1841-es Über die Nationalität der Kreewinen című munkájában feltárja a krévin nyelv és a ingriai vót közötti kapcsolatot.
Anders Johan Sjögren finn nyelvész 1846-ban érkezett Vecsauléba a finnségi népek kutatása közben, Reise nach Livland un Kurland című írásában arra jut, hogy a krévinek szinte teljesen eltűntek, későbbről már nincsenek is feljegyzések élő krévinekről.

## Népviselet

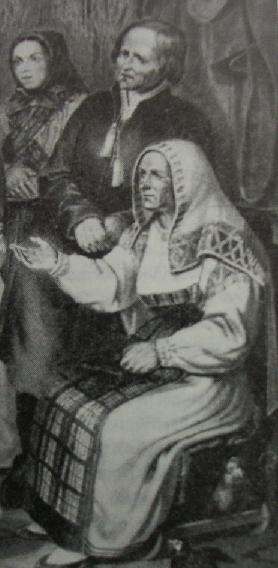
Krévin férfi és nő népviseletben

A fennmaradt lírások szerint a krévinek ruházata sokban hasonlított az ingriai vótok viseletére. A férfiak zekéjének gallérja kék és vörös fonallal volt hímezve, amik két bojtos zsinórban végződtek. A ruhát gombok helyett zsinórok fogták össze. A vót jellegzetességeken jellemző volt a lett mintára viselt rövid nadrág, harisnya és cipő. Az övet a zekén kívül viselték, és gyakran függött rajta tőr. A krévin férfiak fonva hordták a hajukat, a nők pedig az ingriaihoz hasonló selyemkendőt viseltek, amely felett még egy nagyobb mintás kendő volt.

## Híres krévinek
Kārlis Dziļleja (1891–1963) lett író, költő és irodalomkritikus a Domas (Gondolatok) című művészeti és tudományos havilap 1929-es számában közli geneológiai kutatását, amelyben arra jut, hogy a legnagyobbnak tartott lett költő Rainis (1965-1929) krévin gyökerekkel rendelkezik.
Uldis Reinis Dumpis (1943-) Bauskában született lett színművész elmondta, hogy nagyanyja vótoktól származtatta magát, vezetékneve pedig Krieviņš volt.